# نواة (موقع)
نواة هو موقع تونسي لصحافة المواطن أنشئ في 2004 من قبل سامي بن غربية وسفيان قرفالي ورياض قرفالي و التحق بهم مالك الخضراوي في 2006.
يحتضن مقره هاكرسبيس فيه العديد من المشاريع.
تحصل على جائزة مواطن الأنترنت لمراسلون بلا حدود.
- جائزة أحسن موقع تفاعلي، من النقابة الوطنية للصحفيين التونسيين، بمناسبة اليوم العالمي لحرية الصحافة 2015

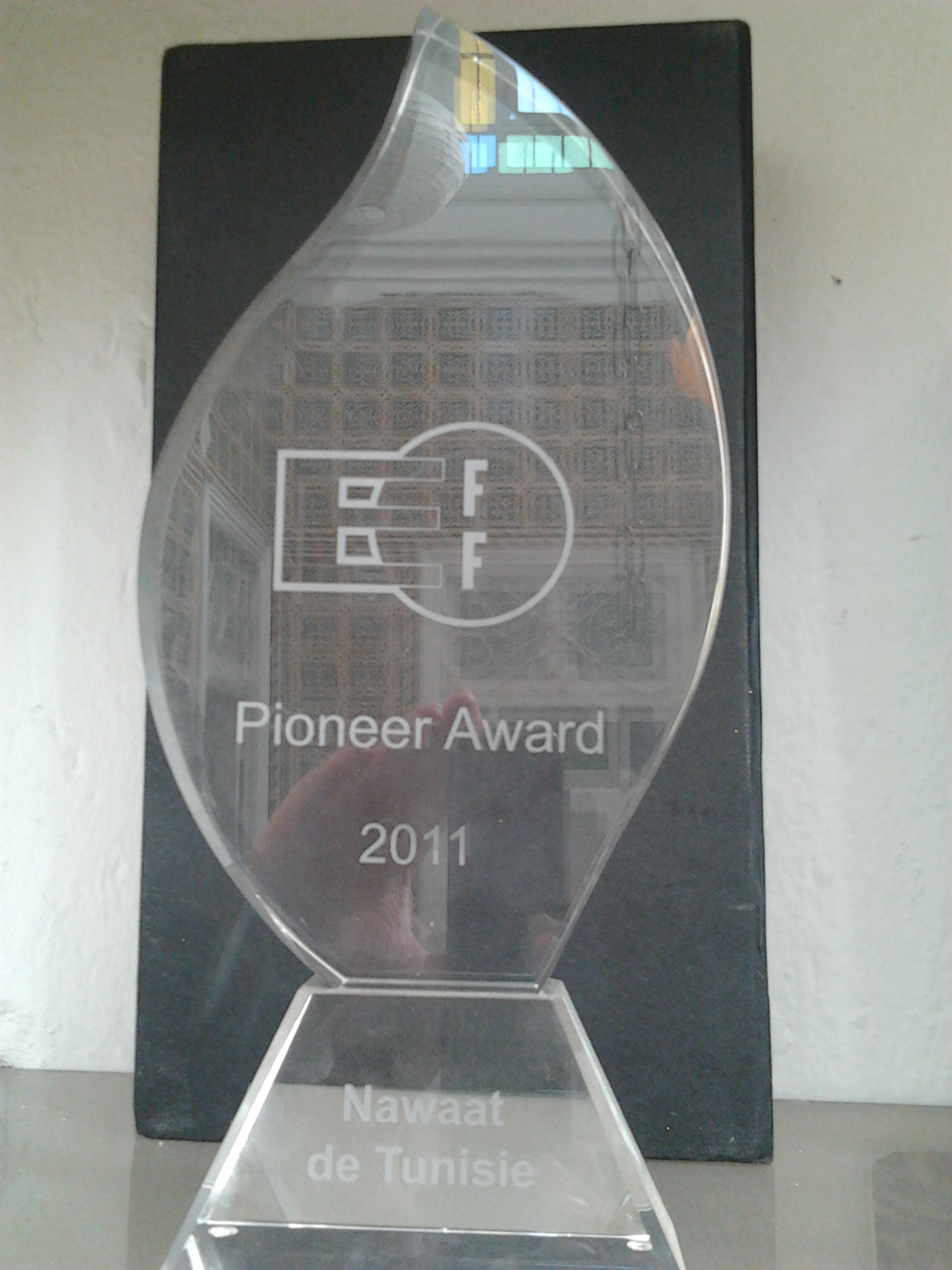
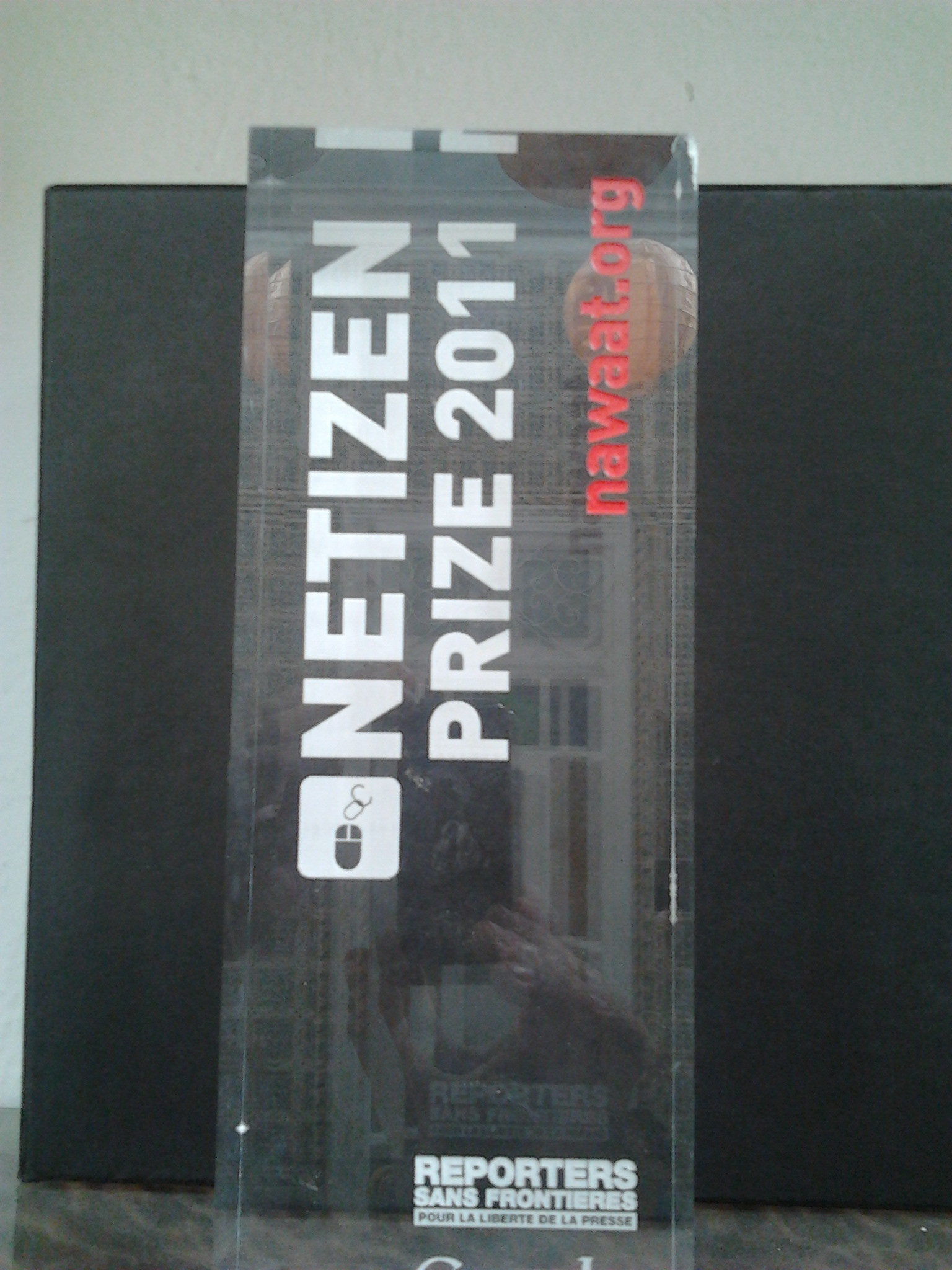
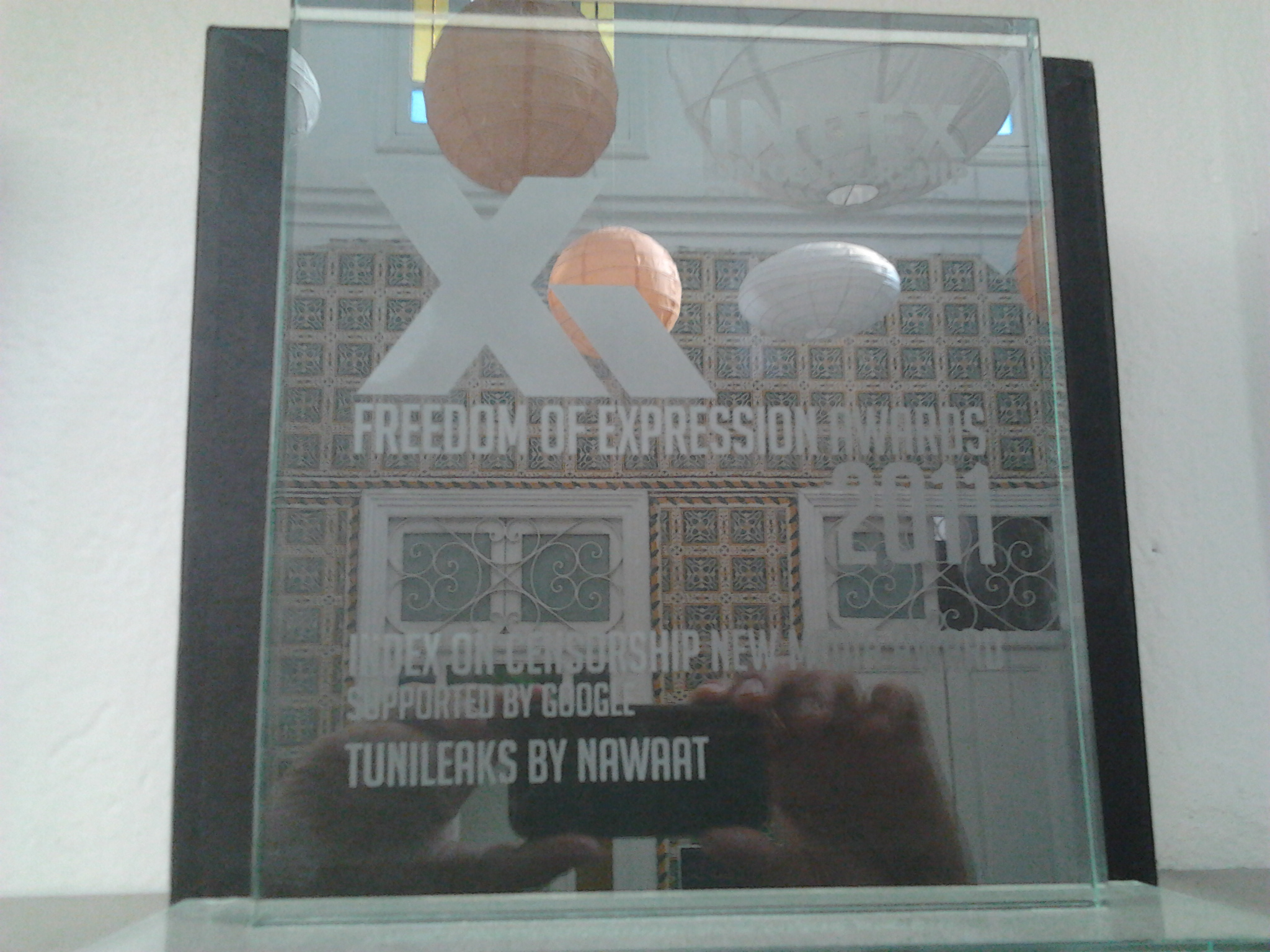

## وصلات خارجية
- الموقع الرسمي
- موقع هاكرسبيس